# Botschaft Costa Ricas in Berlin

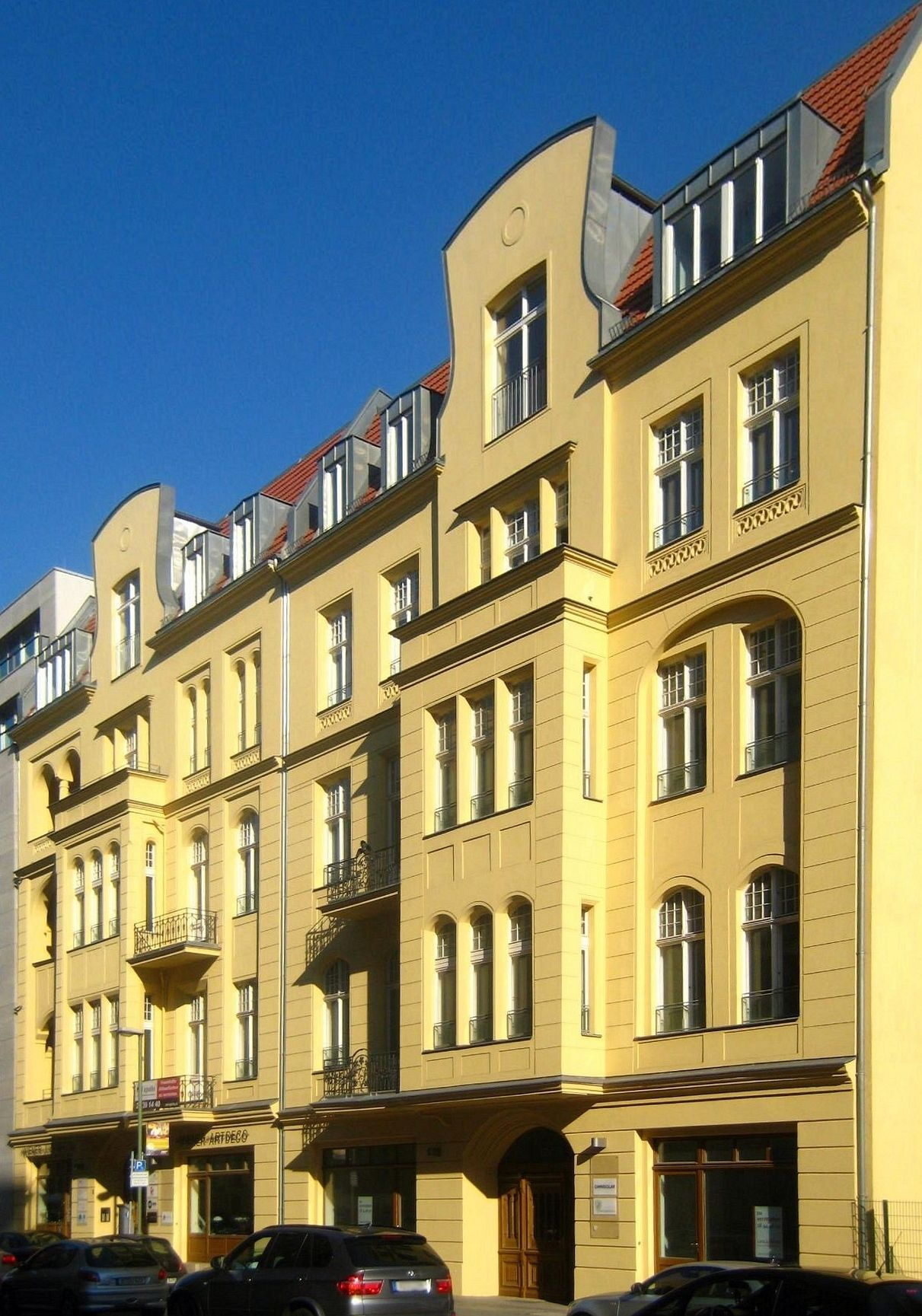
Botschaft in der Reinhardtstraße 47A

Die Botschaft Costa Ricas in Berlin ist die diplomatische Vertretung der Republik Costa Rica in Deutschland. Sie befindet sich in der Reinhardtstraße 47A im Ortsteil Mitte des gleichnamigen Bezirks.
Botschafter ist seit dem 23. Oktober 2023 Antonio José Lehmann.
Costa Rica unterhält ein Honorargeneralkonsulat in Hamburg sowie Honorarkonsulate in Frankfurt am Main, Hannover, Lahr und Leipzig.

## Geschichte der diplomatischen Beziehungen
Am 7. Oktober 1952 nahmen Costa Rica und die Bundesrepublik Deutschland diplomatische Beziehungen auf. Die Botschaft befand sich zuletzt in der Borsigallee 2 in Bonn. Aufgrund des Umzugs von Bundestag und Regierung nach Berlin verlegte auch die Botschaft Costa Ricas im Jahr 2000 ihren Sitz in die neue deutsche Hauptstadt, zunächst in die Dessauer Straße 28/29 in Berlin-Kreuzberg. Heute (Stand: 2023) befindet sie sich in der Reinhardtstraße 47A in Berlin-Mitte.
Seit dem 9. Januar 1973 bestanden diplomatische Beziehungen zwischen Costa Rica und der DDR. Sie endeten mit der deutschen Wiedervereinigung im Jahr 1990. Der Botschafter Costa Ricas in Paris war in der DDR zweitakkreditiert.

## Gebäude
Die Botschaft Costa Ricas befindet sich in der Reinhardtstraße 47A in Berlin-Mitte. Das Mietshaus wurde um 1895 errichtet. Es steht unter Denkmalschutz.